# Demians
I Demians sono un gruppo musicale alternative rock fondata da Nicolas Chapel nel 2007.

## Storia del gruppo

### Origini
L'ispirazione di Chapel per il nome Demians venne dal romanzo Demian di Hermann Hesse, e la sua ispirazione musicale giunse da una varietà di artisti e fonti, spaziando dai Radiohead a Tori Amos fino alla musica ambient. Chapel suona tutti gli strumenti e canta sui primi due album studio dei Demians, anche se dal vivo suona con una band completa. Tutti gli album dei Demians sono stati autoprodotti e registrati negli studi casalinghi di Chapel, le cui locazioni sono cambiate da album ad album.

### Building an Empire
Il primo album dei Demians, Building an Empire, è stato pubblicato il 19 maggio 2008 sotto l'etichetta Inside Out Music, accolto da recensioni positive. Il successo di Building an Empire ha portato Chapel ad assemblare una band dal vivo con Gaël Hallier (batteria) ed Antoine Pohu (basso), e hanno in seguito aperto per alcune ben note band rock e metal, tra cui Porcupine Tree, Anathema, Marillion, Steven Wilson & Aviv Geffen e Jonathan Davis dei Korn. Sono stati in tour attraverso l'Europa, suonando in più di 40 concerti in più di 12 nazioni.

### Mute
Il seguito, intitolato Mute, è uscito il 28 giugno 2010 in Europa ed il 10 agosto 2010 negli Stati Uniti sotto l'etichetta Inside Out recentemente associata a Century Media ed EMI Music. Chapel ha di nuovo suonato tutti gli strumenti e cantato sull'album con due ospiti, Gaël Hallier alla batteria su Swing of the Airwaves ed Hesitation Waltz, e Lepolair che ha contribuito l'elettronica sulla canzone Porcelain.
Fred Mariolle si è ufficialmente unito ai Demians come chitarrista dopo l'uscita di Mute.

### Mercury
Tramite il loro sito ufficiale la band ha annunciato che il 10 dicembre 2014 uscirà il nuovo album intitolato Mercury.

## Formazione
- Nicolas Chapel - voce, chitarra, basso, pianoforte, batteria

Ex-turnisti
- Fred Mariolle - chitarra
- Antoine Pohu - basso
- Gaël Hallier - batteria

## Discografia
- 2008 - Building an Empire
- 2010 - Mute
- 2014 - Mercury
- 2016 - Battles